# Kwaadieper
Kwaadieper (officieel: Quaëdypre) is een gemeente in de Franse Westhoek, in het Franse Noorderdepartement (Frans: département du Nord). De gemeente ligt in Frans-Vlaanderen op de grens van de streken het Houtland en het Blootland. Zij grenst aan de gemeenten Hooimille, Warrem, Westkapel, Wilder, Wormhout, Ekelsbeke, Soks en Sint-Winoksbergen. De gemeente telde op 1 januari 2022 1.122 inwoners.
In de gemeente liggen nog verschillende gehuchten. Zo liggen op de oostelijke grens met Soks onder meer de gehuchten Klap Houck en Croix Rouge, in het zuidoosten het gehucht Byssaert en in het westen op de grens met Warrem het gehucht Les Cinq Chemins (Vyf-Weg). In het noordoosten ligt de wijk, Faubourg de Cassel, net buiten de stadsmuren van Sint-Winoksbergen op het grondgebied van Kwaadieper.

## Geschiedenis
In de tijd van de Romeinen liep de heirbaan tussen Kassel en de Noordzee door het gebied. Er is zelfs een munt van den Romeinse keizer Nero gevonden in Kwaadieper. Kwaadieper zelf ontstond in 1067 na de droogleggingen van het gebied in de tiende en elfde eeuw. In 1220 had het dorpje de naam Quatipra en in 1393 werd de naam Quaedyper vermeld. 
Etymologische gezien kunnen er twee verklaringen worden gegeven voor de naam.  De naam zijn afgeleid van kwaad in de zin van "slecht" en ieper van de boom iep of zij is afgeleid van kwaad in de zin van "klein" en ieper naar de stad Ieper. Deze laatste verklaring is te verantwoorden doordat Kwaadieper vroeger deel uitmaakte van het Graafschap Vlaanderen en behoorde bij het bisdom Ieper. De abdij van Sint-Winoksbergen bezat in de middeleeuwen en daarna het patronagerecht van de kerk van Kwaadieper en van nog verschillende andere plaatsen. In Kwaadieper staat de Sint-Omaarskerk uit het begin van de zeventiende eeuw.

## Geografie
De oppervlakte van Kwaadieper bedroeg op 1 januari 2022 18,7 vierkante kilometer; de bevolkingsdichtheid was toen 60 inwoners per km².

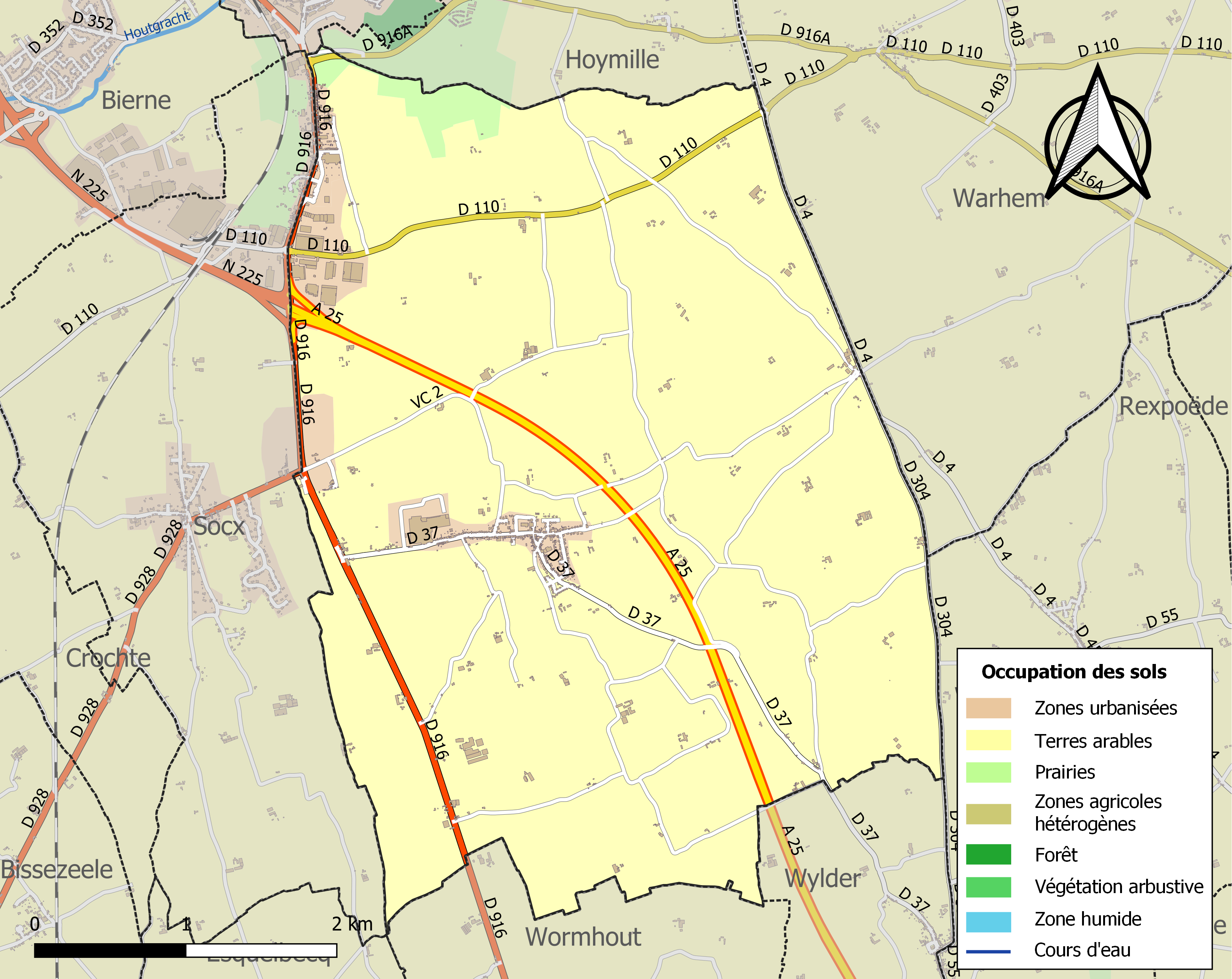
Kaart van de gemeente met belangrijkste infrastructuur, bodemgebruik en omliggende gemeenten

## Bezienswaardigheden
- De Sint-Omaarskerk
- Het Croix-Rouge Military Cemetery, een Britse militaire begraafplaats met een 90-tal gesneuvelden, vooral uit de Eerste Wereldoorlog.

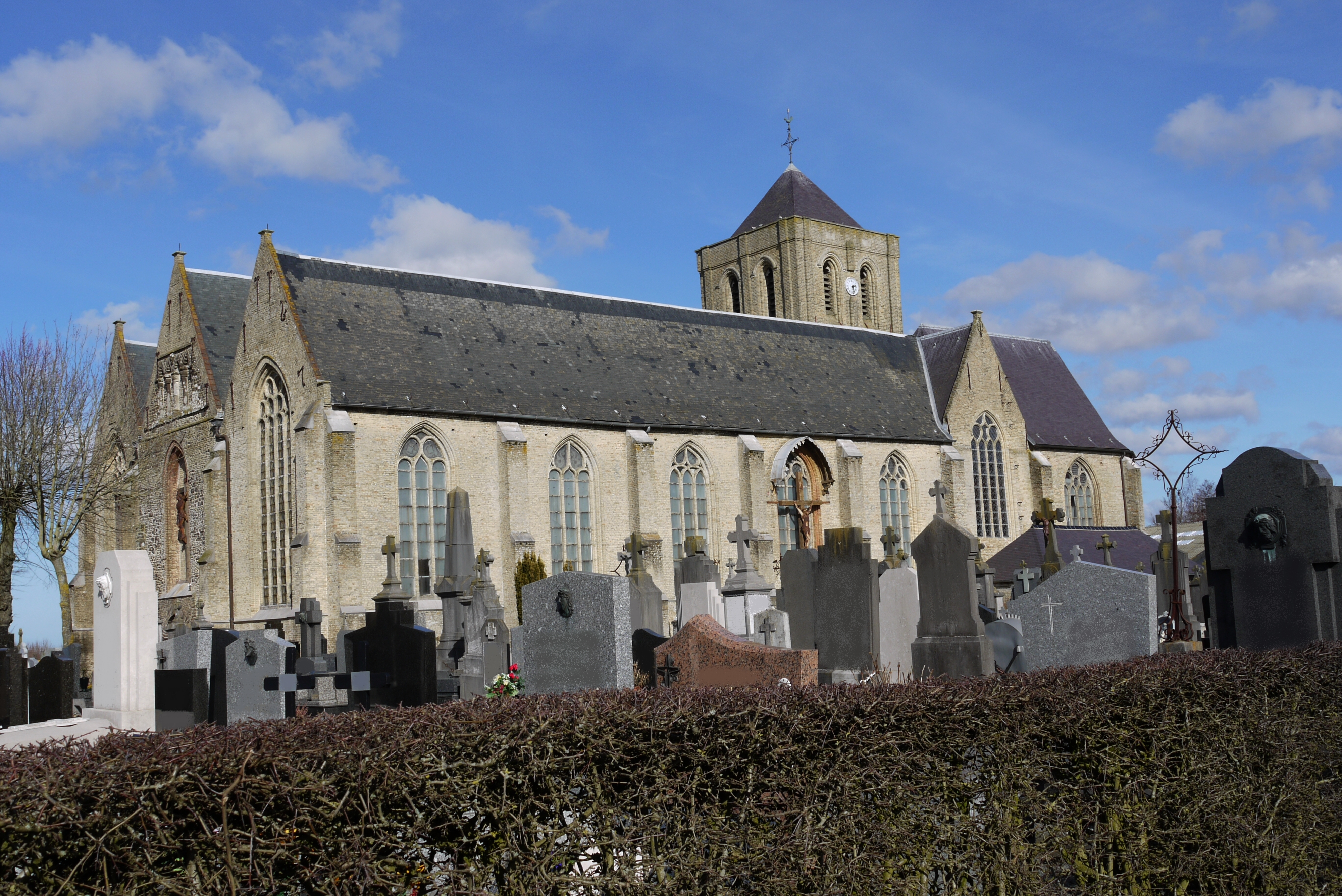
De Sint-Omaarskerk in Kwaadieper
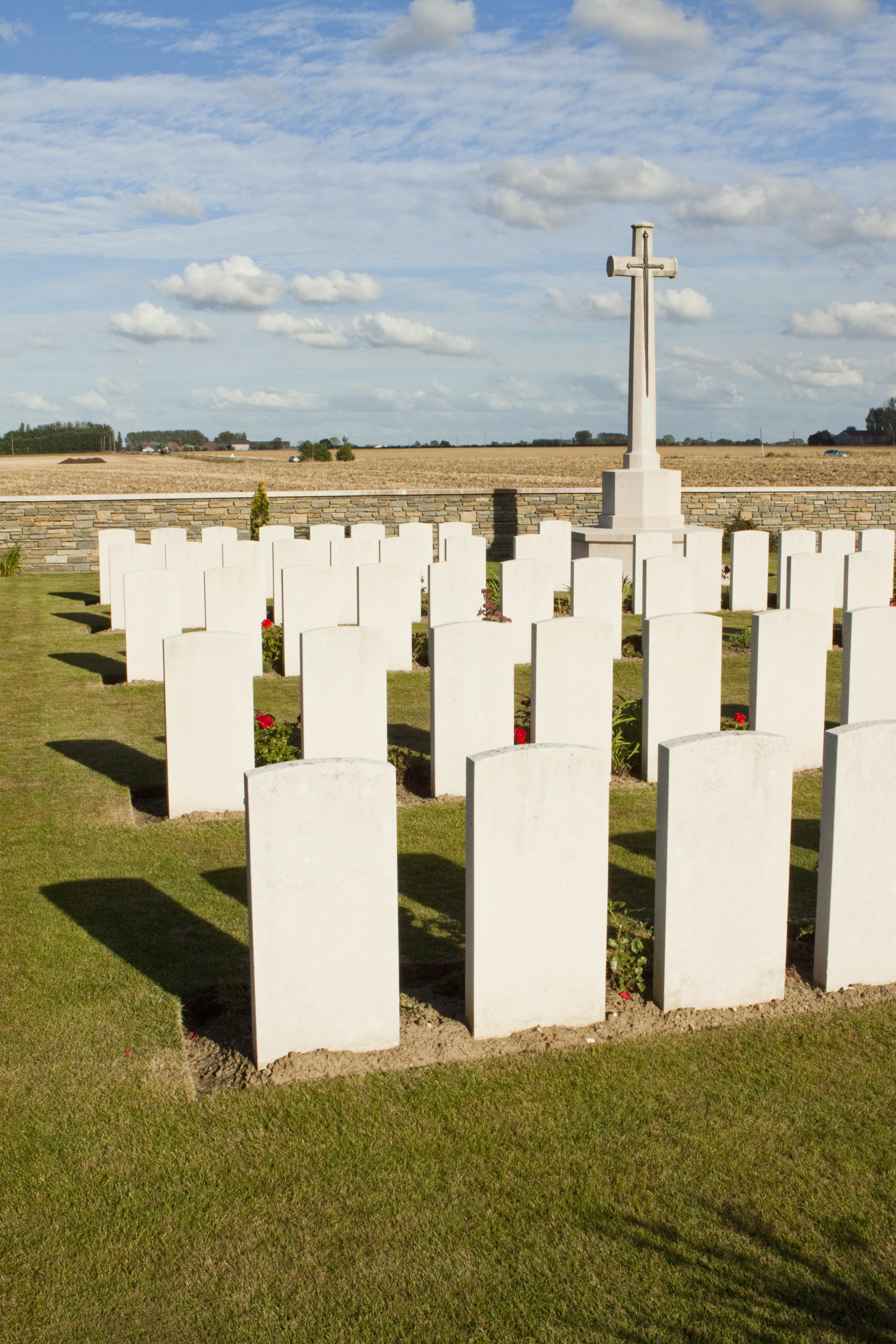
Militair Kerkhof van Croix Rouge

## Demografie
Onderstaande figuur toont het verloop van het inwonertal (bron: INSEE-tellingen).

## Bekende personen
- Pierre Everaert (1933-1989), wielrenner
- Ève Gilles (2003), Miss France 2024[2]

Arneke · Bambeke · Bavinkhove · Bissezele · Bollezele · Broksele · Buisscheure · Ekelsbeke · Eringem · Hardefoort · Herzele · Holke · Hondschote · Hooimille · Houtkerke · Killem · Krochte · Kwaadieper · Lederzele · Ledringem · Merkegem · Millam · Nieuwerleet · Noordpene · Ochtezele · Oostkappel · Oudezele · Rekspoede · Rubroek · Sint-Momelijn · Soks · Steenvoorde · Terdegem · Volkerinkhove · Warrem · Waten · Wemaarskappel · Westkappel · Wilder · Winnezele · Wormhout · Wulverdinge · Zegerskappel · Zermezele · Zuidpene
Armboutskappel · Arneke · Bambeke · Bavinkhove · Belle · Berten · Bieren · Bissezele · Blaringem · Boeschepe · Boezegem · Bollezele · Borre · Bray-Dunes · Broekburg · Broekkerke · Broksele · Buisscheure · Drinkam · Duinkerke · Ebblingem · Eke · Ekelsbeke · Eringem · Gijvelde · Godewaarsvelde · La Gorgue · Grand-Fort-Philippe · Grevelingen · Groot-Sinten · Hardefoort · Haverskerke · Hazebroek · Herzele · Holke · Hondegem · Hondschote · Hooimille · Houtkerke · Kaaster · Kapelle · Kapellebroek · Kassel · Killem · Kraaiwijk · Krochte · Kwaadieper · Lederzele · Ledringem · Leffrinkhoeke · Linde · Loberge · Loon · Meregem · Merkegem · Merris · Meteren · Millam · Moerbeke · Niepkerke · Nieuw-Berkijn · Nieuw-Koudekerke · Nieuwerleet · Noordpene · Ochtezele · Okselare · Oostkappel · Oud-Berkijn · Oudezele · Pitgam · Pradeels · Rekspoede · Rubroek · Ruisscheure · Sint-Janskappel · Sint-Joris · Sint-Mariakappel · Sint-Momelijn · Sint-Pietersbroek · Sint-Silvesterkappel · Sint-Winoksbergen · Soks · Spijker · Stapel · Steenbeke · Steenvoorde · Steenwerk · Stegers · Stene · Strazele · Terdegem · Téteghem-Coudekerque-Village · Tienen · Uksem · Vleteren · Volkerinkhove · Waalskappel · Warrem · Waten · Wemaarskappel · Westkappel · Wilder · Winnezele · Wormhout · Wulverdinge · Zegerskappel · Zerkel · Zermezele · Zoeterstee · Zuidkote · Zuidpene